# Кипчак (Каракалпакстан)
Кипчак (каракалп. Qipshaq / Қыпшақ) — посёлок городского типа в Амударьинском районе Каракалпакстана в составе Республики Узбекистан.

Статус посёлка городского типа с 2009 года.